# Aryabhata II.
Aryabhata II. war ein indischer Mathematiker und Astronom, der wahrscheinlich im 10. Jahrhundert lebte. Er ist durch sein astronomisches Hauptwerk Maha Siddhanta bekannt.
Über ihn ist fast nichts bekannt und seine Lebensdaten sind unsicher. Nach Pingree kann er von 950 bis 1100 eingeordnet werden. Meist wird sein astronomisches Hauptwerk Maha Siddhanta auf um 950 datiert. Die Eckdaten kommen daher, dass Bhaskara II. (12. Jahrhundert) auf ihn verweist und Aryabhata II. wiederum auf Sridhara (um 870-um 930) verweist.
Er wird meist Aryabatha II. genannt um ihn von dem älteren Aryabhata (Aryabatha I.) zu unterscheiden.
Die ersten 12 Kapitel (von 18) der Maha Siddhanta behandeln theoretische Astronomie (Planetenörter, Sonnen- und Mondfinsternisse, Konjunktionen von Planeten, Mondaufgang und Auf- und Untergang von Planeten), die letzten sechs Kapitel (13–18) behandeln Geometrie, Geographie und Algebra mit astronomischen Anwendungen und tragen den Obertitel Über die Sphäre (Goladhyaya). Das Werk ist in Sanskrit-Versen abgefasst. Darin findet sich unter anderem eine Methode die Kubikwurzel zu bestimmen (die aber schon dem älteren Aryabhata I. bekannt war) und Sinustafeln.
Die Maha Siddhanta wurde in Sanskrit von Sudhakara Dvivedi 1910 herausgegeben (Benares Sanskrit Series, mit Kommentar in Sanskrit).